# Académico Futebol Clube
L'AC Porto (Académico Futebol Clube de Porto) est un club sportif portugais situé à Porto, au Portugal.
La section football du club a passé cinq saisons en Liga Sagres (1re division).

## Histoire
Le club est fondé sous ce nom le 15 septembre 1911, par un groupe d'étudiants qui se réunit déjà depuis 1909. Ce groupe est alors principalement composé d'élèves du lycée Alexandre-Herculano (Liceu Alexandre Herculano), ainsi que d'élèves du lycée Rodrigues-de-Freitas, de l'école Raúl-Dória et de quelques autres collèges avoisinant.
En 1923, l'association lance la construction de son propre stade l'Estádio do Lima qui est inauguré le 16 mars 1924. C'est le premier terrain en gazon au Portugal destiné à la pratique du football. Il est entouré par une piste d'athlétisme et une piste pour le cyclisme. Il est entre autres loué dans les années 1940 au FC Porto.
Peu de temps après sa construction, en 1927, de nouveaux équipements se développent autour du stade comme des terrains de tennis, un parc, une école… De nombreux sports sont pratiqués dans le club.
L'équipe de football est régulièrement présente dans le Championnat du Portugal de football entre 1934 et 1941.
Dans les années 1960, le club perd son stade, et entame une transformation. Sont construits autour du siège social, rue Costa-Cabral à Porto, de nouvelles installations sur les terrains qui ont été conservés : deux halls de sports et deux gymnases.
Actuellement, les principaux sports pratiqués sont le basket-ball, le handball, et le rink hockey, alors que les sports principaux durant les cinquante premières années du club étaient le cyclisme, l'athlétisme et le football.

## Bilan de la section football, saison par saison.
| Années    | I   | II  | III | IV  | V   | Points | Journées | V   | N   | D   | B.M. | B.P. | Diff. |
| --------- | --- | --- | --- | --- | --- | ------ | -------- | --- | --- | --- | ---- | ---- | ----- |
| 1934-1935 | 7   |     |     |     |     | 6 pts  | 14       | 2   | 2   | 10  | 20   | 54   | -34   |
| ...       | ... | ... | ... | ... | ... | ...    | ...      | ... | ... | ... | ...  | ...  | ...   |
| 1937-1938 | 8   |     |     |     |     | 5 pts  | 14       | 2   | 1   | 11  | 15   | 51   | -36   |
| 1938-1939 | 7   |     |     |     |     | 10 pts | 14       | 5   | 0   | 9   | 30   | 61   | -31   |
| 1939-1940 | 8   |     |     |     |     | 8 pts  | 18       | 3   | 2   | 13  | 24   | 53   | -29   |
| 1940-1941 |     | ... |     |     |     | ...    | ...      | ... | ... | ... | ...  | ...  | ...   |
| 1941-1942 | 10  |     |     |     |     | 13 pts | 22       | 6   | 1   | 15  | 48   | 81   | -33   |

## Personnalités
Quelques sportifs de renom faisaient partie du club :
- Manuel Fonseca e Castro, le premier footballeur international de Porto.
- José Prata de Lima, le premier sportif de Porto à avoir participé aux Jeux olympiques, en 1928, pour les épreuves d'athlétisme.
- Ribeiro da Silva, un cycliste, deux fois vainqueur du Tour du Portugal en 1955 et 1957.